# Engel (Einheit)
Engel war die Bezeichnung für das niederländische (früher holländisch genannt) Troy-Gewicht.
- 1 Engel = 4 Vierlinge = 8 Troisquins = 16 Deusquins = 32 As = 1,53792682 Gramm
- 1 Troy-Pfund/Pond = 2 Mark = 16 Unzen/Oncen = 32 Lot/Lood/Loode = 320 Engels
- 1 Kilogramm ≈ 2,032 Troy-Pfund/Pond ≈ 650,226 Engels

Die alte holländische Troy-Mark als Gold-, Silber- und Münzgewicht wurde mit 246,0682912 Gramm gerechnet und teilte sich in 8 Unzen oder 160 Engel oder 640 Vierlinge oder 1280 Troisquins/Troyken oder 2560 Deusquins/Deursken oder 5120 As.